# Forțele navale prezente în Bătălia de la Trafalgar
În acest articol este redat dispozitivul de luptă al flotei britanice comandată de vice-amiralul Horatio Nelson și al flotei franco-spaniole comandată de vice-amiralul Pierre-Charles Villeneuve, care au participat la batălia navală din 21 octombrie 1805 din largul Capului Trafalgar.

## Flota britanică
Numeroase efective navale britanice au fost concentrate în zona Cadizului începând cu luna iunie 1805. Vice-amiralul Collingwood a sosit în fața portului spaniol la 8 iunie, la escadra sa unindu-se mai multe nave între timp, astfel că la 22 august avea navele Dreadnought 98, Tonnant 80, Achille 74, Bellerophon 74, Colossus 74, Mars 74, Minotaur 74 și Queen 98.
Vice-amiralul Calder i s-a alăturat lui Collingwood la 30 august cu navele sale, parte dintre ele participante la Bătălia de la Capul Finistere: Prince of Wales 98, Britannia 100, Neptune 98, Prince 98, Temeraire 98, Canopus 80, Donegal 80, Tigre 80, Spencer 74, Zealous 74, Conqueror 74, Defence 74, Orion 74, Revenge 74, Spartiate 74, Swiftsure 74, Polyphemus 64. La 14 octombrie Calder a plecat înapoi spre Anglia cu nava sa amiral, Prince of Wales 98, pentru a se justifica în fața Curții Marțiale de conduita în Bătălia de la Capul Finisterre, luând cu el ca martori mai mulți comandanți de nave.
La 29 septembrie vice-amiralul Nelson a sosit la bordul navei sale Victory 100 pentru a prelua comanda escadrei, fiind însoțit de navele Ajax 74 și Thunderer 74 venite din Anglia.
La 2 octombrie Nelson l-a trimis pentru aprovizionare la Gibraltar pe contra-amiralul Thomas Louis cu cinci nave de linie: Queen 98, Canopus 80, Tigre 80, Spencer 74, Zealous 74 și fregata Endymion 40. Aceste nave au fost deviate în Marea Mediterană pentru a oferi escortă unui convoi comercial spre Malta la 17 octombrie iar în timpul Bătăliei de la Trafalgar se aflau înapoi la Gibraltar, alăturându-se flotei lui Nelson abia după înfrângerea franco-spaniolilor. Nava de linie Superb 74 fusese trimisă înapoi în Anglia pentru reparații urgente după mai bine de patru ani de serviciu continuu pe mare, dar nu s-a întors la timp pentru a lua parte la bătălie.
Între 3 și 10 octombrie au mai sosit din Anglia navele Belleisle 74 și Defiance 74. Nava Leviathan 74 s-a alăturat flotei lui Nelson la 8 octombrie, sosind de la Gibraltar. Nava Royal Sovereign 100 a venit și ea singură din Anglia, Collingwood mutându-și pe ea steagul de amiral de pe Dreadnought 98 precedent. La 13 sau 14 octombrie au sosit în final din Anglia și navele Africa 64 și Agamemnon 64 , ridicând flota lui Nelson la efectivul de 27 nave de linie, 4 fregate, 1 goeletă și 1 cuter.
Nava de linie Africa ar fi trebuit să ocupe locul al patrulea în coada liniei de sub vânt, dar datorită vremii proaste și a pierderii unei semnalizări în timpul nopții, se afla detașată la nord de restul flotei britanice. Celelalte nave de linie britanice erau organizate în două escadre, prima dintre ele formând o linie în vânt pe flancul nordic iar cea de-a doua o linie sub vânt pe flancul sudic. Linia inamică naviga de la Nord spre Sud avânt avantajul vântului, sperând să coboare în atac asupra lui Nelson. Ordinea de bătaie a navelor britanice din tabel este cea din acel moment. Înainte de apropierea de inamic, britanicii formau câte o singură linie, cu observația că navele Britannia, Dreadnought și Prince au rămas inițial în urmă, dar după ce s-au apropiat îndeajuns pentru a deschide focul, navele au manevrat pentru a obține cele mai bune poziții de foc. Flota britanică era alcătuită din 33 nave de război, dintre care 27 erau nave de linie. În timpul bătăliei fregatele care țineau Cadiz sub observație au acționat în spatele liniei, sprijinind flota, transmițând mesaje și remorcând nave, dar nu au luat parte activă la bătălie. Atunci când Collingwood a preluat comanda după moartea lui Nelson, el și-a transferat steagul pe fregata Euralyus, deoarece nava sa amiral orginială, Royal Sovereign, era serios avariată.
Cele 27 nave de linie britanice aveau în medie 15,3 ani vechime, printre ele aflându-se trei nave capturate de la francezi (Spartiate 74, Belleisle 74 și Tonnant 80). 
Navele de război britanice erau clasificate în mai multe categorii după puterea de foc: cele de primul rang erau armate cu 100 de tunuri pe trei punți, cele de al doilea rang cu 90-98 tunuri pe trei punți, cele de rangul trei cu 64-80 tunuri pe două punți, rangul patru cu 50-60 tunuri pe două punți, rangul cinci cu 30-44 tunuri pe o punte iar cele de rangul șase aveau 20-28 tunuri pe o punte. În luptă ocupau loc în linia de bătaie doar navele din primele trei categorii, din această cauză fiind numite nave de linie, în timp ce navele din categoriile inferioare erau alcătuite în general din fregate. Navele de linie erau reprezentate de mai multe tipuri generice numită după armamentul nominal (100, 98, 74, 64), dar în realitate armamentul real era superior celui standard datorită adăugării de caronade pe punțile superioare pentru a secera oamenii de pe punțile inamice.
| Navă                                | Tip                                 | Tunuri nominal                      | Tunuri efectiv                      | Origine                             | Comandant                                                               | Echipaj                             | Pierderi                            | Pierderi                            | Pierderi                            | Pierderi                            |
| Navă                                | Tip                                 | Tunuri nominal                      | Tunuri efectiv                      | Origine                             | Comandant                                                               | Echipaj                             | Morți                               | Răniți                              | Total                               | %                                   |
| Atacă vârful liniei franco-spaniole | Atacă vârful liniei franco-spaniole | Atacă vârful liniei franco-spaniole | Atacă vârful liniei franco-spaniole | Atacă vârful liniei franco-spaniole | Atacă vârful liniei franco-spaniole                                     | Atacă vârful liniei franco-spaniole | Atacă vârful liniei franco-spaniole | Atacă vârful liniei franco-spaniole | Atacă vârful liniei franco-spaniole | Atacă vârful liniei franco-spaniole |
| ----------------------------------- | ----------------------------------- | ----------------------------------- | ----------------------------------- | ----------------------------------- | ----------------------------------------------------------------------- | ----------------------------------- | ----------------------------------- | ----------------------------------- | ----------------------------------- | ----------------------------------- |
| Africa                              | 2 punți                             | 64                                  | 68                                  | 1781 Deptford                       | Căpitan Henry Digby                                                     | 498                                 | 8                                   | 44                                  | 52                                  | 10%                                 |
| Prima linie (Escadra din vânt)      |                                     |                                     |                                     |                                     |                                                                         |                                     |                                     |                                     |                                     |                                     |
| Victory                             | 3 punți                             | 100                                 | 105                                 | 1765 Chatham                        | Vice-amiral Horatio Nelson† Căpitan Thomas Hardy                        | 821                                 | 57                                  | 102                                 | 159                                 | 19%                                 |
| Téméraire                           | 3 punți                             | 98                                  | 102                                 | 1798 Chatham                        | Căpitan Eliab Harvey                                                    | 718                                 | 47                                  | 76                                  | 123                                 | 17%                                 |
| Neptune                             | 3 punți                             | 98                                  | 104                                 | 1797 Deptford                       | Căpitan Thomas Fremantle                                                | 741                                 | 10                                  | 34                                  | 44                                  | 6%                                  |
| Leviathan                           | 2 punți                             | 74                                  | 82                                  | 1789 Chatham                        | Căpitan Henry William Bayntun                                           | 623                                 | 4                                   | 22                                  | 26                                  | 4%                                  |
| Conqueror                           | 2 punți                             | 74                                  | 82                                  | 1800 Harwich                        | Căpitan Israel Pellew                                                   | 573                                 | 3                                   | 9                                   | 12                                  | 2%                                  |
| Britannia                           | 3 punți                             | 100                                 | 108                                 | 1762 Portsmouth                     | Contra-amiral William Carnegie, Earl of Northesk Căpitan Charles Bullen | 788                                 | 10                                  | 42                                  | 52                                  | 6%                                  |
| Agamemnon                           | 2 punți                             | 64                                  | 68                                  | 1781 Bucklers                       | Căpitan Sir Edward Berry                                                | 498                                 | 2                                   | 8                                   | 10                                  | 2%                                  |
| Ajax                                | 2 punți                             | 74                                  | 82                                  | 1798 Rotherhithe                    | Locotenent John Pilford (pe post de căpitan)                            | 702                                 | 2                                   | 10                                  | 12                                  | 2%                                  |
| Orion                               | 2 punți                             | 74                                  | 82                                  | 1787 Deptford                       | Căpitan Edward Codrington                                               | 541                                 | 1                                   | 23                                  | 24                                  | 4%                                  |
| Minotaur                            | 2 punți                             | 74                                  | 82                                  | 1793 Woolwich                       | Căpitan Charles John Moore Mansfield                                    | 625                                 | 3                                   | 22                                  | 25                                  | 4%                                  |
| Spartiate                           | 2 punți                             | 74                                  | 82                                  | 1793 Toulon                         | Căpitan Sir Francis Laforey                                             | 620                                 | 3                                   | 22                                  | 25                                  | 4%                                  |
| A doua linie (Escadra de sub vânt)  |                                     |                                     |                                     |                                     |                                                                         |                                     |                                     |                                     |                                     |                                     |
| Royal Sovereign                     | 3 punți                             | 100                                 | 112                                 | 1787 Plymouth                       | Vice-amiral Cuthbert Collingwood Căpitan Edward Rotheram                | 826                                 | 47                                  | 94                                  | 141                                 | 17%                                 |
| Belleisle                           | 2 punți                             | 74                                  | 90                                  | 1793 Rochefort                      | Căpitan William Hargood                                                 | 728                                 | 33                                  | 94                                  | 127                                 | 17%                                 |
| Mars                                | 2 punți                             | 74                                  | 82                                  | 1794 Deptford                       | Căpitan George Duff† Locotenet William Hennah                           | 615                                 | 27                                  | 71                                  | 98                                  | 16%                                 |
| Tonnant                             | 2 punți                             | 80                                  | 90                                  | 1791 Toulon                         | Căpitan Charles Tyler                                                   | 688                                 | 26                                  | 50                                  | 76                                  | 11%                                 |
| Bellerophon                         | 2 punți                             | 74                                  | 82                                  | 1786 Frindsbury                     | Căpitan John Cooke† Locotenent William Pryce Cumby                      | 522                                 | 28                                  | 127                                 | 155                                 | 30%                                 |
| Colossus                            | 2 punți                             | 74                                  | 82                                  | 1803 Deptford                       | Căpitan James Nicoll Morris                                             | 571                                 | 40                                  | 160                                 | 200                                 | 35%                                 |
| Achille                             | 2 punți                             | 74                                  | 84                                  | 1798 Gravesend                      | Căpitan Richard King                                                    | 619                                 | 13                                  | 59                                  | 72                                  | 12%                                 |
| Revenge                             | 2 punți                             | 74                                  | 82                                  | 1805 Chatham                        | Căpitan Robert Moorsom                                                  | 598                                 | 28                                  | 51                                  | 79                                  | 13%                                 |
| Polyphemus                          | 2 punți                             | 64                                  | 68                                  | 1782 Sheerness                      | Căpitan Robert Redmill                                                  | 484                                 | 2                                   | 4                                   | 6                                   | 1%                                  |
| Swiftsure                           | 2 punți                             | 74                                  | 82                                  | 1804 Bucklers                       | Căpitan William Gordon Rutherfurd                                       | 570                                 | 9                                   | 8                                   | 17                                  | 3%                                  |
| Dreadnought                         | 3 punți                             | 98                                  | 104                                 | 1801 Portsmouth                     | Căpitan John Conn                                                       | 725                                 | 7                                   | 26                                  | 33                                  | 5%                                  |
| Defiance                            | 2 punți                             | 74                                  | 82                                  | 1783 Rotherhithe                    | Căpitan Philip Charles Durham                                           | 577                                 | 17                                  | 53                                  | 70                                  | 12%                                 |
| Thunderer                           | 2 punți                             | 74                                  | 82                                  | 1783 Rotherhithe                    | Locotenent John Stockham (pe post de căpitan)                           | 611                                 | 4                                   | 12                                  | 16                                  | 3%                                  |
| Defence                             | 2 punți                             | 74                                  | 82                                  | 1763 Plymouth                       | Căpitan George Hope                                                     | 599                                 | 7                                   | 29                                  | 36                                  | 6%                                  |
| Prince                              | 3 punți                             | 98                                  | 104                                 | 1788 Woolwich                       | Căpitan Richard Grindall                                                | 735                                 | 0                                   | 0                                   | 0                                   | 0%                                  |
| Nave auxiliare în spatele liniei    |                                     |                                     |                                     |                                     |                                                                         |                                     |                                     |                                     |                                     |                                     |
| Euryalus                            | fregată                             | 36                                  | Royal Navy Ensign                   | 1803 Bucklers                       | Căpitan Henry Blackwood                                                 | 262                                 | 0                                   | 0                                   | 0                                   | 0%                                  |
| Naiad                               | Fregată                             | 38                                  | Royal Navy Ensign                   | 1797 Limehouse                      | Căpitan Thomas Dundas                                                   | 333                                 | 0                                   | 0                                   | 0                                   | 0%                                  |
| Phoebe                              | Fregată                             | 36                                  | Royal Navy Ensign                   | 1795 Deptford                       | Căpitan Thomas Bladen Capel                                             | 256                                 | 0                                   | 0                                   | 0                                   | 0%                                  |
| Sirius                              | Fregată                             | 36                                  | Royal Navy Ensign                   | 1797 Deptford                       | Căpitan William Prowse                                                  | 273                                 | 0                                   | 0                                   | 0                                   | 0%                                  |
| Pickle                              | Goeletă                             | 8                                   | Royal Navy Ensign                   | 1799 Bermuda                        | Locotenent John Richards La Penotière                                   | 42                                  | 0                                   | 0                                   | 0                                   | 0%                                  |
| Entreprenante                       | Cuter                               | 10                                  | Royal Navy Ensign                   | 1797 Socoa                          | Locotenent Robert Benjamin Young                                        | 41                                  | 0                                   | 0                                   | 0                                   | 0%                                  |

## Flota franco-spaniolă
Datorită lipsei acute de personal, spaniolii au trebuit să lase în port navele de linie Glorioso 74, San Fulgencio 74 , Terrible 74 și Castilla 64, precum și fregata Magdalena 40, echipajele incomplete ale acestora trecând pe celelalte nave, îndeosebi pe Santa Ana 112 și Rayo 100. 
În dimineața bătăliei flota franco-spaniolă naviga în linie de bătaie de la Nord spre Sud, organizată în patru escadre astfel:
- A doua escadră se afla în avangardă sub comanda lui Alava și era alcătuită din 7 nave de linie, Pluton, Monarca, Fougueux, Santa Ana (nava-amiral a lui Alava), Indomptable, San Justo, Intrépide și fregata Rhin.
- Prima escadră se afla în centru sub comanda lui Villeneuve și conținea 7 nave de linie, Redoutable, San Leandro, Neptune, Bucentaure (nava-amiral a lui Villeneuve), Santísima Trinidad, Héros, San Agustín, fregata Hortense și brigantina Furet.
- A treia escadră se află în ariergardă sub comanda lui Dumanoir și era alcătuită din 7 nave de linie, Mont Blanc, San Francisco de Asis, Duguay-Trouin, Formidable (nava-amiral a lui Dumanoir), Rayo, Scipion, Neptuno și fregata Cornélie.
- Escadra de observație se afla sub comanda lui Gravina și conținea 12 nave de linie, subîmpărțite în două divizii de câte 6 nave de linie:
  - prima divizie sub Gravina însuși, San Juan Nepomuceno, Berwick, Principe de Asturias (nava-amiral a lui Gravina), Achille, San Ildefonso, Argonaute, fregata Thémis și brigantina Argus.
  - cea de-a doua divizie sub Magon, Swiftsure, Argonauta, Algesiras (nava-amiral a lui Magon), Montañés, Aigle, Bahama și fregata Hermione.

După ce a virat spre Nord, ordinea de luptă a fost inversată, astfel că avangarda inițială se afla în ariergardă: a treia escadră sub Dumanoir deschidea linia, urmată de prima escadră sub Villeneuve în centru, apoi de a doua escadră sub Alava în ariergardă, cu escadra de observație a lui Gravina în continuarea ariergărzii. Datorită inversării ordinii de înaintare, dar și a lipsei de experiență a echipajelor, linia formată a fost neregulată, cu unele nave urcând mai mult în vânt mai aproape de Flota Britanică în timp ce altele au căzut mult sub vânt, rămânând în spatele liniei principale de bătălie și creând spații largi prin care navele britanice au putut pătrunde, printre acestea din urmă numărându-se Duguay Trouin, San Francisco de Asis, San Agustín, Neptune, San Leandro, Indomptable, Montañés, Argonauta și Achille. În timpul bătăliei întreaga formație liniară s-a spart în mici grupuri și nave individuale. Flota combinată consta în 40 nave de război, dintre care 33 nave de linie (18 franceze și 15 spaniole).
Cele 18 nave de linie franceze aveau o vechime medie de 9,2 ani, acestea incluzând o navă de construcție spaniolă (Intrépido, transferat Franței în 1801 și rebotezat Intrépide) și două nave capturate de la britanici (Swiftsure 74 și Berwick 74).
Ca și în cazul marinei britanice, navele de război franceze erau împărțite după puterea de foc, deși rangurile numerotate nu mai erau uzuale în timpul Revoluției Franceze și al Primului Imperiu: navele de prim rang erau considerate toate acelea care aveau trei punți de tunuri, dar erau în general cunoscute după armanent (nave de 100, de 110 sau de 118 tunuri); vechiul rang al doilea corespundea navelor de 80 de tunuri dispuse pe două punți; rangul al treilea era reprezentat de navele cu 74 de tunuri și de cele cu 64 de tunuri; urmau fregatele care purtau numele calibrului tunurilor principale cu care erau înarmate (fregate de 12, de 18 și de 24 de livre). În bătălia de la Trafalgar nici o navă franceză de prim rang nu a fost prezentă, luând parte 4 nave de 80 de tunuri și 14 de 74, în spatele liniei asistând cinci fregate de 18. Urmând tendințele epocii, și navele franceze erau armate în plus cu mai multe obuziere similare caronadelor britanice, armamentul real depășindu-l pe cel nominal.
Cele 15 nave de linie spaniole aveau o medie de 24,2 ani vechime.
Marina spaniolă practica de asemenea clasificarea navelor de război în mai multe categorii, din primul rang făcând parte navele cu peste 100 de tunuri pe trei sau patru punți, din al doilea rang navele cu 80-100 de tunuri pe două sau trei punți, din al treilea rang navele cu 74 și cu 64 de tunuri pe două punți, din al patrulea rang cele cu 54 și 60 tunuri pe două punți, din al cincilea rang fregatele cu 34, 40 și cu 42 de tunuri pe o punte principală. La Trafalgar spaniolii au dispus de trei nave de primul rang – două de tipul de 112 tunuri (Santa Ana și Principe de Asturias) iar a treia de tipul de 136 tunuri (de fapt o modificare a tipului de 112 prin adăugarea unei a patra punți de tunuri pe Santisima Trinidad); trei nave de rangul al doilea – două de tipul 80 de tunuri pe două punți (Neptuno și Argonauta) și una de tipul de 100 tunuri (de fapt o modificare a tipului de 80 prin adăugarea unei a treia punți de tunuri pe Rayo); nouă nave de rangul al treilea – opt de tipul de 74 de tunuri și una de tipul de 64 de tunuri (San Leandro). Și navele de linie spaniole aveau montate mai multe tunuri decât armamentul nominal, în principal datorită caronadelor și obuzierelor suplimentare.
      Nave franceze 

      Nave spaniole 

| Navă                                    | Tip                        | Tunuri nominal             | Tunuri efectiv             | Origine                    | Comandant                                                                                       | Echipaj                    | Pierderi                   | Pierderi                   | Pierderi                   | Pierderi                   | Soartă                                                    | Morți în naufragiu         |
| Navă                                    | Tip                        | Tunuri nominal             | Tunuri efectiv             | Origine                    | Comandant                                                                                       | Echipaj                    | Morți                      | Răniți                     | Total                      | %                          | Soartă                                                    | Morți în naufragiu         |
| A treia escadră (Dumanoir)              | A treia escadră (Dumanoir) | A treia escadră (Dumanoir) | A treia escadră (Dumanoir) | A treia escadră (Dumanoir) | A treia escadră (Dumanoir)                                                                      | A treia escadră (Dumanoir) | A treia escadră (Dumanoir) | A treia escadră (Dumanoir) | A treia escadră (Dumanoir) | A treia escadră (Dumanoir) | A treia escadră (Dumanoir)                                | A treia escadră (Dumanoir) |
| --------------------------------------- | -------------------------- | -------------------------- | -------------------------- | -------------------------- | ----------------------------------------------------------------------------------------------- | -------------------------- | -------------------------- | -------------------------- | -------------------------- | -------------------------- | --------------------------------------------------------- | -------------------------- |
| Neptuno                                 | 2 punți                    | 80                         | 101                        | 1795 Ferrol                | Brigadier Cayetano Valdés y Flores                                                              | 797                        | 37                         | 47                         | 84                         | 11%                        | Capturată 21 Oct Recapturată 23 Oct Scufundată 23 Oct     | Puțini                     |
| Scipion                                 | 2 punți                    | 74                         | 78                         | 1801 Lorient               | Căpitan Charles Berrenger                                                                       | 817                        | 17                         | 22                         | 39                         | 5%                         | Scapă Capturată 4 Nov                                     |                            |
| Rayo                                    | 3 punți                    | 94                         | 100                        | 1748 Habana                | Comodor Don Enrique MacDonnell                                                                  | 830                        | 4                          | 14                         | 18                         | 2%                         | Scapă Capturată 23 Oct (de HMS Donegal) Scufundată 26 Oct | Mulți                      |
| Formidable                              | 2 punți                    | 80                         | 86                         | 1795 Toulon                | Contra-amiral Pierre Dumanoir Le Pelley Căpitan Jean-Marie Letellier                            | 921                        | 22                         | 45                         | 67                         | 8%                         | Scapă Capturată 4 Nov                                     |                            |
| Duguay Trouin                           | 2 punți                    | 74                         | 78                         | 1800 Rochefort             | Căpitan Claude Touffet                                                                          | 750                        | 20                         | 24                         | 44                         | 6%                         | Scapă Capturată 4 Nov                                     |                            |
| Mont Blanc                              | 2 punți                    | 74                         | 78                         | 1791 Rochefort             | Căpitan Guillaume-Jean-Noël de Lavillegris                                                      | 865                        | 20                         | 20                         | 40                         | 5%                         | Scapă Capturată 4 Nov                                     |                            |
| San Francisco de Asis                   | 2 punți                    | 74                         | 86                         | 1767 Guarnizo              | Căpitan Don Luis de Florès                                                                      | 684                        | 5                          | 12                         | 17                         | 3%                         | Scapă, naufragiază 23 Oct                                 | nici unul                  |
| Prima escadră (Villeneuve)              |                            |                            |                            |                            |                                                                                                 |                            |                            |                            |                            |                            |                                                           |                            |
| San Agustín                             | 2 punți                    | 74                         | 84                         | 1766 Guarnizo              | Căpitan Don Felipe Jado Cagigal                                                                 | 730                        | 181                        | 201                        | 382                        | 54%                        | Capturată 21 Oct Abandonată și incendiată 28 Oct          |                            |
| Héros                                   | 2 punți                    | 74                         | 78                         | 1801 Rochefort             | Comandor Jean-Baptiste-Joseph-René Poulain                                                      | 750                        | 12                         | 24                         | 36                         | 5%                         | Scapă                                                     |                            |
| Nuestra Señora de la Santísima Trinidad | 4 punți                    | 136                        | 144                        | 1769 Habana                | Contra-amiral Báltasar Hidalgo de Cisneros Căpitan Francisco Javier de Uriarte y Borja          | 1159                       | 216                        | 116                        | 332                        | 32%                        | Capturată 21 Oct Scufundată 23 Oct                        | Puțini                     |
| Bucentaure                              | 2 punți                    | 80                         | 86                         | 1804 Toulon                | Vice-amiral Pierre-Charles de Villeneuve Căpitan Jean-Jacques Magendie                          | 943                        | 197                        | 85                         | 282                        | 32%                        | Capturată 21 Oct Recapturată 23 Oct Naufragiată 23 Oct    | 400 pe Indomptable         |
| Neptune                                 | 2 punți                    | 80                         | 86                         | 1803 Toulon                | Comandor Esprit-Tranquille Maistral                                                             | 1008                       | 15                         | 39                         | 54                         | 6%                         | Scapă                                                     |                            |
| Redoutable                              | 2 punți                    | 74                         | 78                         | 1791 Brest                 | Căpitan Jean Jacques Etienne Lucas                                                              | 750                        | 300                        | 222                        | 522                        | 81%                        | Capturată 21 Oct Scufundată 23 Oct                        | c172                       |
| San Leandro                             | 2 punți                    | 64                         | 75                         | 1787 Ferrol                | Căpitan Don José Quevedo                                                                        | 607                        | 8                          | 22                         | 30                         | 5%                         | Scapă                                                     |                            |
| A doua escadră (Alava)                  |                            |                            |                            |                            |                                                                                                 |                            |                            |                            |                            |                            |                                                           |                            |
| San Justo                               | 2 punți                    | 74                         | 87                         | 1779 Cartagena             | Căpitan Don Francisco Javier Garstón                                                            | 747                        | 0                          | 7                          | 7                          | 1%                         | Scapă                                                     |                            |
| Santa Ana                               | 3 punți                    | 112                        | 126                        | 1784 Ferrol                | Vice-amiral Ignacio María de Álava y Navarrete Căpitan Don José de Gardoqui                     | 1102                       | 95                         | 137                        | 232                        | 20%                        | Capturată 21 Oct Recapturată 23 Oct                       |                            |
| Indomptable                             | 2 punți                    | 80                         | 86                         | 1790 Brest                 | Căpitan Jean Joseph Hubert†                                                                     | 1050                       | 20                         | 30                         | 50                         | 6%                         | Scapă Naufragiată 24 Oct                                  | 657                        |
| Fougueux                                | 2 punți                    | 74                         | 78                         | 1785 Lorient               | Căpitan Louis Alexis Baudoin†                                                                   | 750                        | 60                         | 75                         | 135                        | 18%                        | Capturată 21 Oct Naufragiată 22 Oct                       | 502 (84% pierderi)         |
| Intrépide                               | 2 punți                    | 74                         | 78                         | 1790 Ferrol                | Căpitan Louis-Antoine-Cyprien Infernet                                                          | 800                        | 80                         | 162                        | 242                        | 32%                        | Capturată 21 Oct Evacuată, sare în aer 24 Oct             |                            |
| Monarca                                 | 2 punți                    | 74                         | 86                         | 1794 Ferrol                | Căpitan Don Teodoro de Argumosa                                                                 | 672                        | 101                        | 154                        | 255                        | 38%                        | Capturată 21 Oct Incendiată 26 Oct                        |                            |
| Pluton                                  | 2 punți                    | 74                         | 78                         | 1805 Toulon                | Comodor Julien Cosmao-Kerjulien                                                                 | 773                        | 60                         | 132                        | 192                        | 25%                        | Scapă                                                     |                            |
| Escadra de observație (Gravina)         |                            |                            |                            |                            |                                                                                                 |                            |                            |                            |                            |                            |                                                           |                            |
| Prima divizie (Magon)                   |                            |                            |                            |                            |                                                                                                 |                            |                            |                            |                            |                            |                                                           |                            |
| Bahama                                  | 2 punți                    | 74                         | 84                         | 1788 Habana                | Brigadier Dionisio Alcalá Galiano†                                                              | 689                        | 75                         | 66                         | 141                        | 20%                        | Capturată 21 Oct                                          |                            |
| Aigle                                   | 2 punți                    | 74                         | 78                         | 1800 Rochefort             | Căpitan Pierre-Paulin Gourrège†                                                                 | 800                        | 70                         | 100                        | 170                        | 23%                        | Capturată 21 Oct Naufragiată 23 Oct                       | 330                        |
| Montañés                                | 2 punți                    | 74                         | 76                         | 1794 Ferrol                | Căpitan Francisco Alcedo y Bustamante                                                           | 749                        | 20                         | 29                         | 49                         | 7%                         | Scapă                                                     |                            |
| Algésiras                               | 2 punți                    | 74                         | 78                         | 1804 Lorient               | Contra-amiral Charles-René Magon de Médine† Căpitan Laurent Tourneur                            | 800                        | 77                         | 142                        | 219                        | 29%                        | Capturată 21 Oct Recapturată 23 Oct                       |                            |
| A doua divizie (Gravina)                |                            |                            |                            |                            |                                                                                                 |                            |                            |                            |                            |                            |                                                           |                            |
| Argonauta                               | 2 punți                    | 80                         | 102                        | 1796 Ferrol                | Căpitan Don Antonio Pareja(R)                                                                   | 798                        | 100                        | 203                        | 303                        | 38%                        | Capturată, sabordată 21 Oct                               |                            |
| Swiftsure                               | 2 punți                    | 74                         | 78                         | 1784 Deptford              | Căpitan Charles-Eusèbe Lhospitalier de la Villemadrin                                           | 797                        | 68                         | 123                        | 191                        | 25%                        | Capturată 21 Oct                                          |                            |
| Argonaute                               | 2 punți                    | 74                         | 78                         | 1798 Lorient               | Căpitan Jacques Épron-Desjardins                                                                | 750                        | 55                         | 132                        | 187                        | 25%                        | Scapă                                                     |                            |
| San Ildefonso                           | 2 punți                    | 74                         | 80                         | 1785 Cartagena             | Căpitan Don Jose Ramón de Vargas y Varáez                                                       | 718                        | 34                         | 148                        | 182                        | 25%                        | Capturată 21 Oct                                          |                            |
| Achille                                 | 2 punți                    | 74                         | 78                         | 1803 Rochefort             | Căpitan Louis-Gabriel Deniéport†                                                                | 755                        | 480                        | ?                          | 480                        | 64%                        | Capitulează, sare în aer 21 Oct                           |                            |
| Principe de Asturias                    | 3 punți                    | 112                        | 122                        | 1794 Habana                | Amiral Don Federico Carlos Gravina Contra-amiral Don Antonio de Escaño Brigadier Rafael de Hore | 1141                       | 54                         | 109                        | 163                        | 15%                        | Scapă                                                     |                            |
| Berwick                                 | 2 punți                    | 74                         | 78                         | 1775 Portsmouth            | Căpitan Jean-Gilles Filhol de Camas†                                                            | 814                        | 75                         | 125                        | 200                        | 26%                        | Capturată 21 Oct Scufundată 22 Oct                        | 622                        |
| San Juan Nepomuceno                     | 2 punți                    | 74                         | 86                         | 1766 Guarnizo              | Brigadier Don Cosmé Damián Churruca y Elorza†                                                   | 702                        | 103                        | 151                        | 254                        | 37%                        | Capturată 21 Oct                                          |                            |
| Nave auxiliare în spatele liniei        |                            |                            |                            |                            |                                                                                                 |                            |                            |                            |                            |                            |                                                           |                            |
| Cornélie                                | Fregată de 18              | 40                         | 46                         | 1796 Brest                 | Căpitan André-Jules-François de Martinenq                                                       | 300                        | 0                          | 0                          | 0                          | 0%                         | Scapă                                                     |                            |
| Hermione                                | Fregată de 18              | 40                         | 46                         | 1804 Lorient               | Căpitan Jean-Michel Mahé                                                                        | 300                        | 0                          | 0                          | 0                          | 0%                         | Scapă                                                     |                            |
| Hortense                                | Fregată de 18              | 40                         | 46                         | 1803 Toulon                | Căpitan Louis-Charles-Auguste Delamarre de Lamellerie                                           | 326                        | 0                          | 0                          | 0                          | 0%                         | Scapă                                                     |                            |
| Rhin                                    | Fregată de 18              | 40                         | 46                         | 1802 Toulon                | Căpitan Michel Chesneau                                                                         | 318                        | 0                          | 0                          | 0                          | 0%                         | Scapă                                                     |                            |
| Thémis                                  | Fregată de 18              | 40                         | 46                         | 1801 Rochefort             | Căpitan Nicolas-Joseph-Pierre Jugan                                                             | 282                        | 0                          | 0                          | 0                          | 0%                         | Scapă                                                     |                            |
| Furet                                   | Brigantină                 | 18                         | 18                         | 1801 Toulon                | Locotenent Pierre-Antoine-Toussaint Dumay                                                       | 130                        | 0                          | 0                          | 0                          | 0%                         | Scapă                                                     |                            |
| Argus                                   | Brigantină                 | 16                         | 16                         | 1800 Le Havre              | Locotenent Yves-Francois Taillard                                                               | 110                        | 0                          | 0                          | 0                          | 0%                         | Scapă                                                     |                            |

## Comparația forțelor combatante
În general navele de linie franceze aveau cel mai bun model și erau construite cel mai bine, în timp ce navele britanice erau considerate inferioare celor spaniole și celor franceze, având de asemenea tunuri de calibre inferioare. 
În privința echipajelor, navele britanice aveau îmbarcați în jur de 2.500 soldați de marină dintr-un total de aproximativ 17.000 membri de echipaj, navele franceze aveau 4.000 soldați din 14.000 total oameni la bord, în timp ce navele spaniole aveau 5.000 de soldați de marină și de uscat din 11.000 echipaje în total. Se poate observa că navele spaniole aveau cel mai mare procent de soldați la bord, folosiți pentru a acoperi lipsa marinarilor profesioniști, dar și denotând strategia concentrată pe abordaj direct al navelor inamice.
Datorită mulților ani în care navele de linie spaniole și cele franceze fuseseră blocate neîntrerupt în porturi de către Marina Britanică, echipajele duceau mare lipsă de marinari calificați, care nu aveau experiența navigării în larg. În cazul Spaniei, falimentul practic al vistieriei regale lăsase echipajele și soldații neplătiți de luni de zile, afectând moralul și capacitatea combativă a acestora. 
Pe de altă parte, Revoluția Franceză efectuase epurări serioase în rândul ofițerilor de marină (în mare majoritate de origine nobilă), lăsând la comanda navelor și a flotelor căpitani și amirali în general de origini umile și fără lunga experiență a campaniilor navale din războaiele precedente, cu slabe abilități tactice compensate de legătura strânsă cu echipajul pe care îl puteau mobiliza și motiva cu succes. Prin urmare, francezii au luptat cu entuziasm patriotic animați de fervoarea revoluționară, în ciuda lipsei de instruire marină și a resurselor materiale de luptă.
Începând cu deceniul 1790-1800 flotele puterilor beligerante au tins spre creșterea armamentului navelor de linie și al fregatelor prin adăugarea de caronade (la englezi) și de obuziere (la spanioli și francezi) pe puntea de comandă și pe teugă, eficiente arme antipersonal pe distanțe scurte. Exagerarea numărului de caronade și obuziere suplimentare a ajuns să afecteze stabilitatea navelor, evidentă mai ales pe vreme cu valuri mari, așa cum a fost după Bătălia de la Trafalgar. Inițial, aceste caronade și obuziere au fost montate în mod suplimentar armamentului standard al fiecărei nave de război. 
În Marea Britanie s-au și dat ordonanțe în acest sens care prevedeau montarea de 8 până la 10 caronade (de obicei 2 de calibrul 32 livre și 6 de 24 sau 18 livre, deși puteau fi întâlnite și de calibrul 42 și chiar 68 livre) pe teugă și puntea de comandă a fiecărei nave de linie, însă în practică numărul limitat de caronade nu a fost îndeajuns pentru împlinirea acestei reguli, unele nave de linie la Trafalgar probabil neavând nici o caronadă la bord (cum probabil a fost cazul navei Defence). De asemenea, preferințele căpitanilor și itinerariul navelor puteau influența foarte mult numărul de caronade îmbarcate. În unele cazuri caronadele nu au fost doar adăugate suplimentar la armamentul principal, ba ele chiar au înlocuit parțial sau integral tunurile clasice de pe puntea de comandă, teugă și pupă (cum a fost în cazul navelor Belleisle, Mars, Tonnant, ș.a.). Armamentul exact pe care fiecare navă britanică l-a avut la Trafalgar este cunoscut doar pentru o parte dintre nave, pentru altele se știe cel din anii precedenți .
Armamentul real al navelor de linie participante la Bătălia de la Trafalgar este superior armamentului nominal, pe baza căruia navele erau catalogate. Clark Russell și Jacques oferă o listă sumară cu această informație , bazată în principal pe opera lui James, dar aceasta pare mai precisă pentru navele britanice (explicată și prin accessul mai ușor al autorilor britanici la propriile arhive) decât pentru navele spaniole sau franceze (la care acești autori britanici nu au avut acces la acea vreme).
Metalurgia britanică făcuse progrese importante anterior anului 1805, astfel că un tun britanic de calibrul 24 era cu 20-25% mai ușor decât cel francez de același calibru, dar cu aceiași rezistență. Avantajele tunurilor mai ușoare erau evidente: puneau mai puțină presiune pe carena navei, aveau nevoie de mai puțini servanți, erau manevrate, încărcate și țintite mai rapid. Astfel că tunarii britanici puteau trage de două ori mai rapid decât spaniolii sau francezii. 
Obuzierele franceze și spaniole erau răspunsul la caronadele britanice, dar nicidecum la fel de eficiente precum originalele. Prin urmare, aliații foloseau după posibilități caronadele capturate de la britanici, la Trafalgar spaniolii având 17 astfel de piese de artilerie de origine insulară.
Navele de linie spaniole aveau montate în mod suplimentar și pedreros, deși probabil și cele franceze sau britanice încă le mai foloseau în mod neoficial. Acestea erau tunuri ușoare cu pivot care trăgeau inițial cu ghiulele de piatră și erau încărcate pe la culată, de unde le-a rămas numele în spaniolă și în franceză (pierrier, iar în engleză swivel), dar care pe la 1800 foloseau proiectile de metal și erau încărcate pe la gură, fiind folosite în principal ca arme antipersonal. Aceste pedreros ca și obuzierele de 4 livre erau destinate a fi folosite pe șalupe în situația unui desant sau alte operațiuni de luptă în ape mici, dar probabil ele au fost montate pe punțile deschise și folosite în luptă. Unele surse spaniole nu iau în considerare aceste pedreros atunci când este numărat armamentul efectiv al navelor de linie, astfel că următoarele nave despre care se știe câte pedreros au avut la bord în Bătălia de la Trafalgar pot fi  menționate având în total un număr diferit de tunuri:

Santísima Trinidad 136 (144 incluzând obuzierele de 4 livre)

Santa Ana 122 (126 incluzând pedreros)

Príncipe de Asturias 118 (122 incluzând pedreros)

Rayo 96 (100 incluzând obuzierele de 4 livre)

Argonauta 98 (102 incluzând pedreros)

Neptuno 93 (101 incluzând pedreros)

San Francisco de Asís 82 (86 incluzând pedreros)

San Agustín 80 (84 incluzând obuzierele de 4 livre)

San Justo 83 (87 incluzând obuzierele de 4 livre)

Monarca 80 (86 incluzând obuzierele de 4 livre)

Bahama 78 (84 incluzând pedreros)

San Juan Nepomuceno 82 (86 incluzând pedreros)

San Leandro 71 (75 incluzând pedreros)

Doar Montañes și San Ildefonso nu duceau la bord aceste pedreros și obuziere de 4 livre. 
Deoarece lupta a fost purtată la mică distanță, strategia dusă a fost concentrarea focului asupra echipajelor (deoarece navele de linie erau construite atât de rezistent, tunurile din acea vreme nu le puteau scufunda în decursul a unei bătălii navale de câteva ore, decât în situații excepționale) și bătălia a fost decisă prin abordaj, lista de mai jos include pedreros în numărul total de tunuri aflate la bordul fiecărei nave de linie combatantă.
|              | Tunuri lungi | Obuziere | Caronade | Total     |
| ------------ | ------------ | -------- | -------- | --------- |
| Francezi     | 15.498 kg    | 1.410 kg | -        | 16.907 kg |
| Spanioli     | 12.035 kg    | 2.760 kg | 222 kg   | 15.017 kg |
| Total aliați | 27.533 kg    | 4.170 kg | 222 kg   | 31.925 kg |
| Britanici    | 20.301 kg    | -        | 4.478 kg | 24.779 kg |

După cum poate fi observat în rezumatul puterii de foc împărțite pe tipurile de artilerie, numai navele de linie franceze aveau un număr total de tunuri lungi corespunzând armamentului nominal, la care erau adăugate un număr relativ redus de obuziere suplimentare pe punțile deschise (obuzierele reprezentând puțin peste 8% din totalul gurilor de foc montate la bord). În cazul navelor de linie spaniole mai mult decât în cazul celor britanice se observă că numărul tunurilor lungi era mai mic decât armamentul nominal, preferându-se nu numai adăugarea suplimentară de obuziere și caronade dar și înlocuirea unei părți a artileriei clasice cu aceste piese de artilerie de scurtă distanță, astfel că acest tip de artilerie reprezenta peste 18% din armamentul efectiv la bordul navelor britanice, respectiv aproape 20% în cazul celor spaniole. Având în vedere marea eficacitate a caronadelor britanice față de obuzierele franceze și spaniole în lupta de la scurtă distanță, putem spune că britanicii aveau o inferioritate numerică a puterii de foc a artileriei mult mai redusă decât pare la prima vedere.
De remarcat cazul extrem ale navei britanice Belleisle, cu un armament nominal de 74 de tunuri, care avea doar 60 de tunuri lungi și nu mai puțin de 30 de caronade de diverse calibre, făcând-o în fapt nava de linie britanică cu cea mai mare putere de foc, depășind navele amiral cu 100 de tunuri, precum Victory. Acest lucru poate fi explicat parțial datorită construcției franceze a navei Belleisle, ale cărei dimensiuni erau aproape aceleași cu ale unei nave britanice de prim rang (conform detaliilor din tabelul de mai jos). Și cazul navei de linie spaniole Santísima Trinidad este excepțional: construită în 1767-1769 la Havana ca prima navă spaniolă cu trei punți (după o lungă perioadă perioadă de peste 70 de ani în care doar o singură astfel de navă mai fusese construită în Spania), fusese armată inițial cu 116 tunuri și s-a dovedit de slabe calități manevriere. Încercând să fie corectate aceste defecte de construcție, nava a fost reconstruită în 1795-1796 la Cádiz cu dimensiuni mărite și cu o a patra punte continuă de tunuri, armamentul urcând la 130 de tunuri. Cu toate că aceste modificări nu au îmbunătățit deloc manevrabilitatea, viteza și stabilitatea navei (lucru dovedit în Bătălia de la Capul San Vicente din 1797 când aproape că a fost capturată de britanici), în 1803 armamentul a fost mărit din noul la 136 de tunuri nominal, iar in 1805 la Trafalgar ducea nu mai puțin de 144 guri de foc (detaliate în tabelul de mai jos), lucru care tot nu a salvat-o de la capturarea de către britanici (și scufundarea în furtuna de după bătălie).
Artileria era definită de calibrul ghiulelor pe care le putea proiecta, marinele la acea vreme ajungând la un mare grad de standardizare cu doar un număr redus de tipuri diferite de tunuri. Navele de linie de la Trafalgar foloseau doar 5 calibre diferite de tunuri lungi, cu o variație puțin mai mare de calibre pentru obuziere și caronade. Deoarece livra folosită în Marea Britanie era mai mică decât cea din Spania, care era mai mică decât cea din Franța, puterea de foc a fost calculată și transformată în kilograme pentru a ușura comparația între fiecare navă de linie.

### Armamentul flotei britanice
| Navă            | Tunuri nominal | Tunuri efectiv | Tunuri lungi | Caronade | Tunuri lungi, calibru (livre) | Tunuri lungi, calibru (livre) | Tunuri lungi, calibru (livre) | Tunuri lungi, calibru (livre) | Tunuri lungi, calibru (livre) | Caronade calibru (livre) | Caronade calibru (livre) | Caronade calibru (livre) | Caronade calibru (livre) | Caronade calibru (livre) | Putere de foc (kg) |
| Navă            | Tunuri nominal | Tunuri efectiv | Tunuri lungi | Caronade | 32                            | 24                            | 18                            | 12                            | 9                             | 68                       | 32                       | 24                       | 18                       | 12                       | Putere de foc (kg) |
| --------------- | -------------- | -------------- | ------------ | -------- | ----------------------------- | ----------------------------- | ----------------------------- | ----------------------------- | ----------------------------- | ------------------------ | ------------------------ | ------------------------ | ------------------------ | ------------------------ | ------------------ |
| Africa          | 64             | 68             | 58           | 10       | -                             | 26                            | 26                            | -                             | 6                             | -                        | 10                       | -                        | -                        | -                        | 665,0              |
| Victory         | 100            | 110            | 100          | 10       | 30                            | 28                            | -                             | 42                            | -                             | 2                        | 2                        | -                        | 6                        | -                        | 1.108,6            |
| Temeraire       | 98             | 106            | 92           | 14       | 28                            | -                             | 64                            | -                             | -                             | -                        | 12                       | -                        | 2                        | -                        | 1.119,5            |
| Neptune         | 98             | 106            | 98           | 8        | 28                            | -                             | 60                            | 10                            | -                             | -                        | 2                        | -                        | 6                        | -                        | 1.028,8            |
| Leviathan       | 74             | 82             | 74           | 8        | 28                            | -                             | 28                            | -                             | 18                            | -                        | 2                        | -                        | 6                        | -                        | 786,5              |
| Conqueror       | 74             | 82             | 64           | 18       | 28                            | -                             | 36                            | -                             | -                             | -                        | 12                       | -                        | 6                        | -                        | 923,5              |
| Britannia       | 100            | 110            | 92           | 18       | 28                            | 28                            | -                             | 36                            | -                             | -                        | 12                       | -                        | 6                        | -                        | 1.130,4            |
| Agammemnon      | 64             | 66             | 54           | 12       | -                             | 26                            | 26                            | -                             | 2                             | -                        | -                        | 12                       | -                        | -                        | 634,1              |
| Ajax            | 74             | 82             | 74           | 8        | 28                            | 28                            | -                             | -                             | 18                            | -                        | 2                        | -                        | 6                        | -                        | 862,7              |
| Orion           | 74             | 82             | 74           | 8        | 28                            | -                             | 28                            | -                             | 18                            | -                        | 2                        | -                        | 6                        | -                        | 786,5              |
| Minotaur        | 74             | 82             | 74           | 8        | 28                            | -                             | 28                            | -                             | 18                            | -                        | 2                        | -                        | 6                        | -                        | 786,5              |
| Spartiate       | 74             | 82             | 74           | 8        | 28                            | -                             | 34                            | -                             | -                             | -                        | 20                       | -                        | -                        | -                        | 974,3              |
| Royal Sovereign | 100            | 112            | 100          | 12       | 28                            | 28                            | -                             | 44                            | -                             | -                        | 6                        | 4                        | 2                        | -                        | 1.097,7            |
| Belleisle       | 74             | 90             | 60           | 30       | 28                            | 30                            | -                             | 2                             | -                             | -                        | 26                       | 4                        | -                        | -                        | 1.164,8            |
| Mars            | 74             | 82             | 76           | 6        | 28                            | 30                            | -                             | -                             | 18                            | -                        | -                        | 6                        | -                        | -                        | 871,8              |
| Tonnant         | 80             | 90             | 64           | 26       | 30                            | -                             | 34                            | -                             | -                             | -                        | 20                       | -                        | 6                        | -                        | 1.052,4            |
| Bellerophon     | 74             | 84             | 74           | 10       | 28                            | -                             | 28                            | -                             | 18                            | -                        | -                        | -                        | -                        | 10                       | 763,0              |
| Colossus        | 74             | 82             | 62           | 20       | 28                            | 34                            | -                             | -                             | -                             | -                        | 12                       | 2                        | 6                        | -                        | 1.021,5            |
| Achille         | 74             | 82             | 60           | 22       | 28                            | 30                            | -                             | 2                             | -                             | -                        | 16                       | -                        | 6                        | -                        | 1.025,1            |
| Revenge         | 74             | 84             | 66           | 18       | 28                            | -                             | 30                            | 6                             | 2                             | -                        | 12                       | -                        | 6                        | -                        | 915,4              |
| Polyphemus      | 64             | 68             | 54           | 14       | -                             | 26                            | 26                            | -                             | 2                             | -                        | -                        | 14                       | -                        | -                        | 655,9              |
| Swiftsure       | 74             | 80             | 62           | 18       | 28                            | -                             | 34                            | -                             | -                             | -                        | 12                       | -                        | 6                        | -                        | 907,2              |
| Dreadnought     | 98             | 106            | 98           | 8        | 28                            | -                             | 60                            | 10                            | -                             | -                        | 2                        | -                        | 6                        | -                        | 1.028,8            |
| Defiance        | 74             | 82             | 74           | 8        | 28                            | -                             | 28                            | -                             | 18                            | -                        | 2                        | -                        | 6                        | -                        | 786,5              |
| Thunderer       | 74             | 82             | 74           | 8        | 28                            | -                             | 28                            | -                             | 18                            | -                        | 2                        | -                        | 6                        | -                        | 786,5              |
| Defence         | 74             | 82             | 60           | 22       | 28                            | -                             | 32                            | -                             | -                             | -                        | 16                       | -                        | 6                        | -                        | 948,9              |
| Prince          | 98             | 106            | 98           | 8        | 28                            | -                             | 30                            | 40                            | -                             | -                        | 2                        | -                        | 6                        | -                        | 947,1              |
| Total           | 2.148          | 2.370          | 1.998        | 372      | 676                           | 314                           | 660                           | 192                           | 156                           | 2                        | 206                      | 42                       | 112                      | 10                       | 24.779,3           |

### Armamentul flotei franco-spaniole
| Navă                  | Tunuri nominal | Tunuri efectiv | Tunuri lungi | Caronade și obuziere | Tunuri lungi, calibru (livre) | Tunuri lungi, calibru (livre) | Tunuri lungi, calibru (livre) | Tunuri lungi, calibru (livre) | Tunuri lungi, calibru (livre) | Obuziere, calibru (livre) | Obuziere, calibru (livre) | Obuziere, calibru (livre) | Obuziere, calibru (livre) | Obuziere, calibru (livre) | Obuziere, calibru (livre) | Caronade, calibru (livre) | Caronade, calibru (livre) | Caronade, calibru (livre) | Pedreros calibru (livre) 4 | Putere de foc (kg) |
| Navă                  | Tunuri nominal | Tunuri efectiv | Tunuri lungi | Caronade și obuziere | 36                            | 24                            | 18                            | 12                            | 8                             | 48                        | 36                        | 32                        | 30                        | 24                        | 4                         | 32                        | 28                        | 10                        | Pedreros calibru (livre) 4 | Putere de foc (kg) |
| --------------------- | -------------- | -------------- | ------------ | -------------------- | ----------------------------- | ----------------------------- | ----------------------------- | ----------------------------- | ----------------------------- | ------------------------- | ------------------------- | ------------------------- | ------------------------- | ------------------------- | ------------------------- | ------------------------- | ------------------------- | ------------------------- | -------------------------- | ------------------ |
| Scipión               | 74             | 78             | 74           | 4                    | 28                            | -                             | 30                            | -                             | 16                            | -                         | 4                         | -                         | -                         | -                         | -                         | -                         | -                         | -                         | -                          | 890,9              |
| Formidable            | 80             | 86             | 80           | 6                    | 30                            | 32                            | -                             | 18                            | -                             | -                         | 6                         | -                         | -                         | -                         | -                         | -                         | -                         | -                         | -                          | 1.116,1            |
| Duguay-Trouin         | 74             | 78             | 74           | 4                    | 28                            | -                             | 30                            | -                             | 16                            | -                         | 4                         | -                         | -                         | -                         | -                         | -                         | -                         | -                         | -                          | 890,9              |
| Mont-Blanc            | 74             | 78             | 74           | 4                    | 28                            | -                             | 30                            | -                             | 16                            | -                         | 4                         | -                         | -                         | -                         | -                         | -                         | -                         | -                         | -                          | 890,9              |
| Héros                 | 74             | 78             | 74           | 4                    | 28                            | -                             | 30                            | -                             | 16                            | -                         | 4                         | -                         | -                         | -                         | -                         | -                         | -                         | -                         | -                          | 890,9              |
| Bucentaure            | 80             | 86             | 80           | 6                    | 30                            | 32                            | -                             | 18                            | -                             | -                         | 6                         | -                         | -                         | -                         | -                         | -                         | -                         | -                         | -                          | 1.116,1            |
| Neptune               | 80             | 86             | 80           | 6                    | 30                            | 32                            | -                             | 18                            | -                             | -                         | 6                         | -                         | -                         | -                         | -                         | -                         | -                         | -                         | -                          | 1.116,1            |
| Redoutable            | 74             | 78             | 74           | 4                    | 28                            | -                             | 30                            | -                             | 16                            | -                         | 4                         | -                         | -                         | -                         | -                         | -                         | -                         | -                         | -                          | 890,9              |
| Indomptable           | 80             | 86             | 80           | 6                    | 30                            | 32                            | -                             | 18                            | -                             | -                         | 6                         | -                         | -                         | -                         | -                         | -                         | -                         | -                         | -                          | 1.116,1            |
| Fougueux              | 74             | 78             | 74           | 4                    | 28                            | -                             | 30                            | -                             | 16                            | -                         | 4                         | -                         | -                         | -                         | -                         | -                         | -                         | -                         | -                          | 890,9              |
| Intrépide             | 74             | 78             | 74           | 4                    | 28                            | -                             | 28                            | -                             | 18                            | -                         | 4                         | -                         | -                         | -                         | -                         | -                         | -                         | -                         | -                          | 881,1              |
| Pluton                | 74             | 78             | 74           | 4                    | 28                            | -                             | 30                            | -                             | 16                            | -                         | 4                         | -                         | -                         | -                         | -                         | -                         | -                         | -                         | -                          | 890,9              |
| Aigle                 | 74             | 78             | 74           | 4                    | 28                            | -                             | 30                            | -                             | 16                            | -                         | 4                         | -                         | -                         | -                         | -                         | -                         | -                         | -                         | -                          | 890,9              |
| Algéciras             | 74             | 78             | 74           | 4                    | 28                            | -                             | 30                            | -                             | 16                            | -                         | 4                         | -                         | -                         | -                         | -                         | -                         | -                         | -                         | -                          | 890,9              |
| Swiftsure             | 74             | 78             | 74           | 4                    | 28                            | -                             | 28                            | -                             | 18                            | -                         | 4                         | -                         | -                         | -                         | -                         | -                         | -                         | -                         | -                          | 881,1              |
| Argonaute             | 74             | 78             | 74           | 4                    | 28                            | -                             | 30                            | -                             | 16                            | -                         | 4                         | -                         | -                         | -                         | -                         | -                         | -                         | -                         | -                          | 890,9              |
| Achille               | 74             | 78             | 74           | 4                    | 28                            | -                             | 30                            | -                             | 16                            | -                         | 4                         | -                         | -                         | -                         | -                         | -                         | -                         | -                         | -                          | 890,9              |
| Berwick               | 74             | 78             | 74           | 4                    | 28                            | -                             | 30                            | -                             | 16                            | -                         | 4                         | -                         | -                         | -                         | -                         | -                         | -                         | -                         | -                          | 890,9              |
| Neptuno               | 80             | 101            | 74           | 19                   | 30                            | 32                            | -                             | 12                            | -                             | -                         | 10                        | -                         | -                         | 8                         | -                         | -                         | -                         | 1                         | 8                          | 1.189,6            |
| Rayo                  | 100            | 100            | 92           | 8                    | 30                            | 32                            | -                             | -                             | 30                            | -                         | -                         | -                         | -                         | -                         | 4                         | -                         | 4                         | -                         | -                          | 1.019,4            |
| San Francisco de Asís | 74             | 86             | 66           | 16                   | -                             | 28                            | 30                            | -                             | 8                             | -                         | -                         | -                         | 10                        | 6                         | -                         | -                         | -                         | -                         | 4                          | 1.189,6            |
| San Agustín           | 74             | 84             | 64           | 20                   | 28                            | -                             | 30                            | -                             | 6                             | -                         | -                         | -                         | 10                        | 6                         | 4                         | -                         | -                         | -                         | -                          | 945,8              |
| Santísima Trinidad    | 130            | 144            | 124          | 20                   | 32                            | 34                            | -                             | 36                            | 22                            | -                         | -                         | -                         | -                         | 16                        | 4                         | -                         | -                         | -                         | -                          | 1.369,0            |
| San Leandro           | 64             | 75             | 64           | 7                    | -                             | 26                            | 28                            | -                             | 10                            | -                         | -                         | 1                         | -                         | -                         | -                         | 6                         | -                         | -                         | 4                          | 666,1              |
| San Justo             | 74             | 87             | 76           | 11                   | -                             | 28                            | 30                            | -                             | 18                            | -                         | -                         | 1                         | -                         | -                         | 4                         | -                         | 6                         | -                         | -                          | 723,1              |
| Santa Ana             | 112            | 126            | 104          | 18                   | 30                            | 32                            | -                             | 32                            | 10                            | 10                        | -                         | 2                         | -                         | 6                         | -                         | -                         | -                         | -                         | 4                          | 1.387,4            |
| Monarca               | 74             | 86             | 64           | 22                   | -                             | 28                            | 30                            | -                             | 6                             | -                         | -                         | -                         | 10                        | 6                         | 6                         | -                         | -                         | -                         | -                          | 794,9              |
| Bahama                | 74             | 84             | 68           | 10                   | -                             | 28                            | 30                            | -                             | 10                            | -                         | -                         | -                         | 6                         | 4                         | -                         | -                         | -                         | -                         | 6                          | 732,3              |
| Montañés              | 74             | 76             | 66           | 10                   | 28                            | -                             | 30                            | -                             | 8                             | -                         | -                         | -                         | 10                        | -                         | -                         | -                         | -                         | -                         | -                          | 879,5              |
| Argonauta             | 80             | 102            | 78           | 20                   | 30                            | 32                            | 16                            | -                             | -                             | -                         | -                         | -                         | 12                        | 8                         | -                         | -                         | -                         | -                         | 4                          | 1.243,8            |
| San Ildefonso         | 74             | 80             | 64           | 16                   | -                             | 58                            | -                             | -                             | 6                             | -                         | -                         | -                         | 10                        | 6                         | -                         | -                         | -                         | -                         | -                          | 866,6              |
| Príncipe de Asturias  | 112            | 122            | 98           | 20                   | 30                            | 32                            | -                             | 30                            | 6                             | 14                        | -                         | -                         | -                         | 6                         | -                         | -                         | -                         | -                         | 4                          | 1.420,5            |
| San Juan Nepomuceno   | 74             | 86             | 66           | 16                   | 28                            | -                             | 30                            | -                             | 8                             | -                         | 10                        | -                         | -                         | 6                         | -                         | -                         | -                         | -                         | 4                          | 980,7              |
| Total                 | 2.632          | 2.875          | 2.524        | 313                  | 778                           | 518                           | 668                           | 182                           | 378                           | 24                        | 100                       | 4                         | 68                        | 78                        | 22                        | 6                         | 10                        | 1                         | 38                         | 31.924,5           |

Pentru a înțelege mai bine forțele combatante sunt redate mai jos principalele dimensiuni fizice ale fiecărei nave de linie participante la Bătălia de la Trafalgar. În epoca ambarcațiunilor cu vele, principalele dimensiuni relevante ale unei nave de linie erau lungimea carenei (redată în tabelele de mai jos în coloana Lungime, diferențiată de lungimea totală a navei care includea bompresul și alte manevre fixe; Length în limba engleză, Longeur în limba franceză, Eslora în limba spaniolă), lungimea chilei (coloana Chilă, principalul element de rezistență al unei nave de linie; Keel în limba engleză, Quille în limba franceză, Quilla în limba spaniolă), lățimea maximă a corpului navei (coloana Traversă, măsurată la linia de plutire; Beam în limba engleză, Largeur sau Maître-bau în limba franceză, Manga în limba spaniolă), înălțimea corpului navei de la santină la puntea superioară (coloana Înălțime, nu includea și suprastructurile obișnuite în acea vreme – teuga și pupa; Depth în limba engleză, Creux în limba franceză, Puntal în limba spaniolă), pescajul maxim (coloana Pescaj, este adâncimea maximă la care corpul navei se putea afunda sub linia de plutire, de obicei pescajul măsurat la pupa navei, care era mai mic decât cel măsurat la prova, nava fiind lestată astfel încât carena  să se afunde mai mult la pupa pentru a da mai mult flux de apă cârmei și a facilita manevrarea; Draught în limba engleză, Tirant d'eau în limba franceză, Calado în limba spaniolă), volumul intern (coloana Tonaj, o măsură veche calculată după formule specifice fiecărei țări menită inițial să calculeze capacitatea de marfă a unei nave comerciale pentru a fi taxată, preluată și modificată ulterior pentru ambarcațiunile de război), deplasamentul (coloana Deplasament, care măsoară efectiv greutatea apei dislocate de opera vie a unei nave de linie, permițând comparația directă între greutatea reală a fiecărei unități) la care au fost adăugate coloanele anterioare despre armamentul nominal, cel efectiv și puterea de foc. Lungimea, Chila, Traversa, Înălțimea și Pescajul sunt convertite în metri din valorile exprimate local, picioare și țoli (feet și inch pentru britanici, pies și  pulgadas pentru spanioli; francezii încă foloseau vechile unități de pied și pouce în același timp cu noul sistem metric introdus de ei). Tonajul este dat ca referință pentru a vedea discrepanța dintre formulele empirice folosite de vechii constructori britanici, francezi și spanioli, dar menționat mereu în documentele vremii ca și în lucrări moderne. Matematicienii și constructorii navali francezi începuseră deja dinainte de Revoluția Franceză să calculeze deplasamentul real al navelor de război, conștienți de irelevanța vechiului tonaj imperial, astfel că în documentele contemporane puteau fi întâlnite ambele valori. Calcularea aproximativă a  deplasamentului navelor de linie britanice și spaniole a fost bazată pe calculele și principiile exprimate de Jan Glete în lucrarea sa Navies and Nations: Warships, Navies and State Building in Europe and America, 1500-1860 (Almqvist & Wiksell International, Stockholm Studies in History - No 48, 1993), cu scopul de a permite aducerea tonajelor regionale la un numitor comun care să permită comparații directe deoarece unitățile de măsură și formulele de tonaj ale vremii difereau de la țară la țară: picioarele franceze erau mai lungi decât cele britanice, care erau mai lungi decât cele spaniole, iar tonajul conform formulei tradiționale britanice era mai mic decât cel al francezilor care era mai mic decât cel al spaniolilor. 
Putem observa că în privința fiecărui tip de navă de linie folosit în acea vreme, navele franceze cu același armament nominal erau mai mari decât cele spaniole, care erau mai mari decât cele britanice. Se ajunge ca o navă de linie franceză cu 80 de tunuri să fie efectiv mai lungă decât una britanică cu 100 de tunuri, deși construită mai îngust pentru o viteză mai mare, fapt ce explică de ce englezii au putut supra încărca cu tunuri suplimentare navele franceze capturate anterior și incluse în linia de bătaie (Spartiate, Belleisle, Tonnant). Mărimea și rezistența multor nave de linie spaniole au permis de asemenea adăugarea unui număr suplimentar de tunuri.
Modelul navelor de linie franceze era considerat cel mai avansat, navele de tipul 74 de tunuri din clasa Téméraire capturate de britanici anterior fiind nu numai recondiționate și incluse în serviciul activ din flota britanică dar fiind și copiate de multe ori pentru a crea noi modele perfecționate. Și navele franceze de tipurile 80 și 118 de tunuri capturate de britanici au fost incluse în serviciu activ și au oferit inspirație pentru noile modele britanice construite ulterior. Britanicii recunoșteau și calitățile excepționale ale celor mai noi modele de nave de linie spaniole capturate anterior în luptă (precum cele de tipul 74 de tunuri și 112 de tunuri construite).

### Dimensiunile navelor de linie britanice
| Navă            | Rang | An lansare | Vechime (ani) | Lungime (metri) | Chilă (metri) | Traversă (metri) | Înălțime (metri) | Pescaj (metri) | Tonaj | Deplasament (tone) | Tunuri nominal | Tunuri efectiv | Putere de foc (kg) |
| --------------- | ---- | ---------- | ------------- | --------------- | ------------- | ---------------- | ---------------- | -------------- | ----- | ------------------ | -------------- | -------------- | ------------------ |
| Africa          | 3    | 1781       | 24            | 48,62           | 39,93         | 13,51            | 5,49             | 6,38           | 1.379 | 2.300              | 64             | 68             | 665,0              |
| Victory         | 1    | 1765       | 40            | 56,08           | 46,50         | 15,80            | 6,55             | 7,32           | 2.162 | 3.600              | 100            | 110            | 1.108,6            |
| Téméraire       | 2    | 1790       | 15            | 56,39           | 46,50         | 15,54            | 6,55             | 7,16           | 2.110 | 3.500              | 98             | 106            | 1.119,5            |
| Neptune         | 2    | 1797       | 8             | 56,39           | 46,50         | 15,54            | 6,55             | 7,16           | 2.110 | 3.500              | 98             | 106            | 1.028,8            |
| Leviathan       | 3    | 1779       | 26            | 52,50           | 42,81         | 14,55            | 6,32             | 7,14           | 1.703 | 2.800              | 74             | 82             | 786,5              |
| Conqueror       | 3    | 1801       | 4             | 53,64           | 43,97         | 14,94            | 6,32             | 7,47           | 1.842 | 3.000              | 74             | 82             | 923,5              |
| Britannia       | 1    | 1762       | 43            | 54,25           | 44,06         | 15,54            | 6,55             | 7,32           | 2.065 | 3.500              | 100            | 110            | 1.130,4            |
| Agamemnon       | 3    | 1781       | 24            | 48,86           | 40,13         | 13,51            | 5,49             | 5,26           | 1.377 | 2.300              | 64             | 66             | 634,1              |
| Ajax            | 3    | 1795       | 10            | 55,60           | 43,20         | 15,01            | 6,48             | 6,88           | 1.931 | 3.200              | 74             | 82             | 862,7              |
| Orion           | 3    | 1787       | 18            | 51,82           | 42,80         | 14,20            | 6,25             | 5,79           | 1.632 | 2.700              | 74             | 82             | 786,5              |
| Minotaur        | 3    | 1782       | 23            | 52,50           | 42,81         | 14,55            | 6,34             | 7,16           | 1.703 | 2.800              | 74             | 82             | 786.5              |
| Spartiate       | 3    | 1797       | 8             | 55,65           | 45,82         | 15,05            | 6,58             | 7,55           | 1.949 | 3.000              | 74             | 82             | 974,3              |
| Royal Sovereign | 1    | 1786       | 19            | 56,69           | 46,48         | 15,85            | 6,78             | 7,47           | 2.193 | 3.600              | 100            | 112            | 1.097,7            |
| Belleisle       | 3    | 1794       | 11            | 56,21           | 45,55         | 14,86            | 7,01             | 7,49           | 1.889 | 3.000              | 74             | 90             | 1.164,8            |
| Mars            | 3    | 1794       | 11            | 53,64           | 43,97         | 14,94            | 6,10             | 7,47           | 1.842 | 3.000              | 74             | 82             | 871,8              |
| Tonnant         | 3    | 1789       | 16            | 59,18           | 48,77         | 15,78            | 7,09             | 6,96           | 2.281 | 3.800              | 80             | 90             | 1.052,4            |
| Bellerophon     | 3    | 1786       | 19            | 51,21           | 42,10         | 14,25            | 6,02             | 7,09           | 1.604 | 2.700              | 74             | 84             | 763,0              |
| Colossus        | 3    | 1803       | 2             | 54,86           | 45,20         | 14,88            | 6,40             | 7,24           | 1.881 | 3.100              | 74             | 82             | 1.021,5            |
| Achille         | 3    | 1798       | 7             | 55,52           | 45,66         | 14,94            | 6,65             | 6,32           | 1.916 | 3.300              | 74             | 82             | 1.025,1            |
| Revenge         | 3    | 1805       | 0             | 55,47           | 45,80         | 14,94            | 6,32             | 7,37           | 1.982 | 3.200              | 74             | 84             | 915,4              |
| Polyphemus      | 3    | 1782       | 23            | 48,62           | 39,93         | 13,51            | 5,79             | 6,35           | 1.370 | 2.300              | 64             | 68             | 655.9              |
| Swiftsure       | 3    | 1804       | 1             | 52,73           | 43,28         | 14,48            | 6,32             | 7,16           | 1.704 | 2.900              | 74             | 80             | 907,2              |
| Dreadnought     | 3    | 1801       | 4             | 56,39           | 46,50         | 15,54            | 6,55             | 7,16           | 2.110 | 3.500              | 98             | 106            | 1028,8             |
| Defiance        | 3    | 1783       | 22            | 51,36           | 42,14         | 14,27            | 6,02             | 5,56           | 1.613 | 2.800              | 74             | 82             | 786,5              |
| Thunderer       | 3    | 1783       | 22            | 51,82           | 42,71         | 14,33            | 6,07             | 5,59           | 1.659 | 2.800              | 74             | 82             | 786,5              |
| Defence         | 3    | 1763       | 42            | 51,21           | 42,10         | 14,25            | 6,02             | 7,19           | 1.604 | 2.700              | 74             | 82             | 948,9              |
| Prince          | 2    | 1788       | 17            | 59,28           | 49,83         | 14,94            | 6,40             | 7,16           | 2.088 | 3.300              | 98             | 106            | 947,1              |

### Dimensiunile navelor de linie franco-spaniole
| Navă                  | Rang | An lansare | Vechime (ani) | Lungime (metri) | Chilă (metri) | Traversă (metri) | Înălțime (metri) | Pescaj (metri) | Tonaj | Deplasament (tone) | Tunuri nominal | Tunuri efectiv | Putere de foc (kg) |
| --------------------- | ---- | ---------- | ------------- | --------------- | ------------- | ---------------- | ---------------- | -------------- | ----- | ------------------ | -------------- | -------------- | ------------------ |
| Scipión               | 3    | 1798       | 7             | 55,87           | 50,35         | 14,46            | 7,15             | 7,47           | 1.665 | 3.000              | 74             | 78             | 890,9              |
| Formidable            | 2    | 1795       | 10            | 59,28           | 53,68         | 15,27            | 7,63             | 7,80           | 2.016 | 3.800              | 80             | 86             | 1.116,1            |
| Duguay-Trouin         | 3    | 1798       | 7             | 55,87           | 50,35         | 14,46            | 7,15             | 7,47           | 1.665 | 3.000              | 74             | 78             | 890,9              |
| Mont-Blanc            | 3    | 1791       | 14            | 55,87           | 50,35         | 14,46            | 7,15             | 7,47           | 1.665 | 3.000              | 74             | 78             | 890,9              |
| Héros                 | 3    | 1801       | 4             | 55,87           | 50,35         | 14,46            | 7,15             | 7,47           | 1.665 | 3.000              | 74             | 78             | 890,9              |
| Bucentaure            | 2    | 1804       | 1             | 59,28           | 53,68         | 15,27            | 7,63             | 7,92           | 2.016 | 3.800              | 80             | 86             | 1.116,1            |
| Neptune               | 2    | 1804       | 1             | 59,28           | 53,68         | 15,27            | 7,63             | 7,80           | 2.016 | 3.800              | 80             | 86             | 1.116,1            |
| Redoutable            | 3    | 1791       | 14            | 55,87           | 50,35         | 14,46            | 7,15             | 7,47           | 1.665 | 3.000              | 74             | 78             | 890,9              |
| Indomptable           | 2    | 1789       | 16            | 59,28           | 53,68         | 15,27            | 7,63             | 7,63           | 2.016 | 3.800              | 80             | 86             | 1.116,1            |
| Fougueux              | 3    | 1785       | 20            | 55,87           | 50,35         | 14,46            | 7,15             | 7,47           | 1.665 | 3.000              | 74             | 78             | 890,9              |
| Intrépide             | 3    | 1800       | 5             | 52,92           | 47,50         | 14,48            | 6,96             | 6,78           | 1.640 | 2.800              | 74             | 78             | 881,1              |
| Pluton                | 3    | 1804       | 1             | 54,90           | 49,65         | 14,33            | 6,90             | 6,72           | 1.552 | 2.900              | 74             | 78             | 890,9              |
| Aigle                 | 3    | 1800       | 5             | 55,87           | 50,35         | 14,46            | 7,15             | 7,47           | 1.665 | 3.000              | 74             | 78             | 890,9              |
| Algéciras             | 3    | 1804       | 1             | 55,87           | 50,35         | 14,46            | 7,15             | 7,47           | 1.665 | 3.000              | 74             | 78             | 890,9              |
| Swiftsure             | 3    | 1787       | 18            | 52,13           | 47,58         | 14,02            | 6,61             | 7,09           | 1.612 | 2.700              | 74             | 78             | 881,1              |
| Argonaute             | 3    | 1798       | 7             | 55,87           | 50,35         | 14,46            | 7,15             | 7,47           | 1.665 | 3.000              | 74             | 78             | 890,9              |
| Achille               | 3    | 1803       | 2             | 55,87           | 50,35         | 14,46            | 7,15             | 7,47           | 1.665 | 3.000              | 74             | 78             | 890,9              |
| Berwick               | 3    | 1795       | 10            | 52,62           | 48,08         | 14,29            | 6,61             | 6,66           | 1.623 | 2.800              | 74             | 78             | 881,1              |
| Neptuno               | 2    | 1795       | 10            | 55,72           | 49,87         | 15,04            | 7,31             | 7,31           | 2.362 | 3.300              | 80             | 101            | 1.189,6            |
| Rayo                  | 2    | 1749       | 56            | 55,16           | 45,97         | 15,88            | 7,87             | 7,80           | 2.076 | 3.500              | 96             | 100            | 1.019,4            |
| San Francisco de Asís | 3    | 1767       | 38            | 54,70           | 48,20         | 14,21            | 7,10             | 6,69           | 1.781 | 2.800              | 74             | 86             | 798,6              |
| San Agustín           | 3    | 1768       | 38            | 51,54           | 48,20         | 12,68            | 5,94             | 7,01           | 1.640 | 2.800              | 74             | 84             | 945,8              |
| Santísima Trinidad    | 1    | 1769       | 36            | 61,43           | 52,38         | 16,16            | 8,01             | 8,36           | 3.190 | 5.000              | 136            | 144            | 1.369,9            |
| San Leandro           | 3    | 1787       | 18            | 50,57           | 44,30         | 13,79            | 6,66             | 6,90           | 1.466 | 2.400              | 64             | 75             | 666,1              |
| San Justo             | 3    | 1779       | 26            | 53,07           | 46,25         | 14,63            | 7,06             | 6,87           | 1.672 | 2.900              | 74             | 87             | 723,1              |
| Santa Ana             | 1    | 1784       | 21            | 58,51           | 51,77         | 16,16            | 7,52             | 7,82           | 2.308 | 4.500              | 112            | 126            | 1.387,4            |
| Monarca               | 3    | 1794       | 11            | 52,93           | 47,41         | 14,49            | 6,97             | 7,66           | 1.640 | 2.800              | 74             | 86             | 794,9              |
| Bahama                | 3    | 1780       | 25            | 52,93           | 45,97         | 14,21            | 6,69             | 6,69           | 1.696 | 2.800              | 74             | 84             | 732,3              |
| Montañés              | 3    | 1794       | 11            | 52,93           | 47,22         | 14,21            | 7,10             | 7,31           | 1.499 | 2.800              | 74             | 76             | 879,5              |
| Argonauta             | 2    | 1798       | 7             | 55,72           | 49,87         | 15,04            | 7,31             | 7,29           | 2.165 | 3.300              | 80             | 102            | 1.243,8            |
| San Ildefonso         | 3    | 1785       | 20            | 52,93           | 47,41         | 14,49            | 6,97             | 7,06           | 1.619 | 2.900              | 74             | 80             | 866,6              |
| Príncipe de Asturias  | 1    | 1794       | 11            | 58,51           | 51,26         | 16,16            | 8,29             | 7,66           | 2.453 | 4.500              | 112            | 122            | 1.20,5             |
| San Juan Nepomuceno   | 3    | 1766       | 39            | 54,70           | 48,20         | 14,30            | 7,06             | 6,80           | 1.630 | 3.000              | 74             | 86             | 980,7              |